# Радлов, Эрнест Леопольдович
Эрне́ст Леопо́льдович Ра́длов   (нем. Ernst Radloff; 20 ноября [2 декабря] 1854, Санкт-Петербург, Российская империя — 28 декабря 1928, Ленинград, СССР) — русский философ

 немецкого происхождения, историк философии, филолог и переводчик. Сооснователь Санкт-Петербургского философского общества, директор Публичной библиотеки в Петрограде (1918–1924). Тайный советник (1916).

## Биография
Родился 20 ноября (2 декабря) 1854 года в дворянской семье педагога и этнографа Леопольда Фёдоровича Радлова, лютеранского вероисповедания. Окончил 6-ю Петербургскую гимназию (1873) и историко-филологический факультет Петербургского университета, где был членом Философского общества. Затем слушал лекции в Берлинском и Лейпцигском  университетах.
Вступил в службу 3 июня 1880 года. Спустя ровно 18 лет получил чин статского советника.
Читал лекции по логике на Высших женских курсах, по психологии и по истории философии в Училище правоведения; в 1903/1904 уч. году преподавал в Женском педагогическом институте. В Александровском лицее читал историю философии.
Публиковался во многих отечественных и зарубежных философских журналах. На протяжении многих лет (1880—1899 и 1916—1927) работал в Императорской публичной библиотеке, прошёл путь от помощника библиотекаря до директора.
В 1887 году перевёл на русский язык «Этику» Аристотеля. Под его редакцией были опубликованы по-русски «Феноменология духа» Гегеля, сочинения Фихте, Мальбранша и других.
Состоял членом Учёного комитета Министерства народного просвещения (с 29 декабря 1895). С 1 июля 1899 года был редактором «Журнала министерства народного просвещения»; 1 января 1904 года произведён в действительные статские советники; с 6 июня 1909 года — член Совета министра народного просвещения.
Совместно с Владимиром Соловьёвым редактировал философскую часть «Энциклопедического словаря Брокгауза и Ефрона» и сам написал для него более ста словарных статей по философии.
Был награждён орденами Российской империи: Св. Владимира 3-й и 4-й ст. (01.01.1898), Св. Анны 1-й (01.01.1914) и 2-й ст., Св. Станислава 1-й и 2-й ст.
После Октябрьской революции, с 1917 по 1924 год занимал должность директора библиотеки.
В 1920 году был избран членом-корреспондентом Российской академии наук. В 1921 году из-за болезни А. И. Введенского стал исполняющим обязанности председателя Санкт-Петербургского философского общества.

### Опала
Оживление деятельности Философского общества, появление журнала «Мысль» (вышло три номера) в 1922 году, выход первых томов сочинений Платона было расценено как активизация идеалистического направления в философии. Последовал ряд отрицательных статей и отзывов в журналах «Печать и революция» и «Под знаменем марксизма», после чего журнал «Мысль» в том же году был закрыт. В 1923 году было распущено Философское общество, в том же году Радлов был лишён права преподавать в университете.
12 января 1924 года вынужден подать в отставку с поста директора РПБ. В 1927 году по инициативе В. И. Вернадского выдвинул  свою  кандидатуру  в  академики, однако вынужден был сняться с выборов.
Э. Л. Радлов скончался 28 декабря 1928 года в Ленинграде и был похоронен на Смоленском лютеранском кладбище родного города.

## Избранные сочинения
- Этика Аристотеля (СПб., 1884);
- «Об истолковании» Аристотеля (Перевод с греч. Э. Л. Радлова) (СПб., 1891);
- Научная деятельность Каринского (СПб., 1895);
- Учение Соловьёва о свободе воли (СПб., 1911);
- Очерк истории русской философии (СПб., 1912; 2-е изд Пг., 1920)
- Владимир Соловьёв. Жизнь и учение (СПб. 1913);
- Философский словарь: Логика. Психология. Этика. Эстетика и история философии. 2-е изд. (М., 1913);
- К. Гельвеций и его влияние в России (Петроград, 1917);
- Введение в философию (Петроград, 1919);
- Этика (Петроград, 1921);
- Чарльз Диккенс (Берлин-М.-Петроград, 1922)

## Семья
Жена (с 1885 г.) — Вера Александровна Давыдова, дочь адмирала А. А. Давыдова, двоюродная сестра художника Михаила Врубеля. Их дети:
- Наталья (1887—1938), театральный педагог, жена Б. В. Казанского, мать художницы Марии Казанской и филолога Татьяны Казанской.
- Николай (1889—1942), художник, искусствовед, педагог.
- Сергей (1892—1958), театральный режиссёр, искусствовед, педагог.